# Chinese Immigration Act of 1885
Chinese Immigration Act of 1885 var en lag i Kanada från 1885, som tvingade invandrare från Kina att betala femtio dollar för att få komma in. 1900 höjdes avgiften till 100 dollar (vilket var mycket pengar på den tiden). 1903 höjdes avgiften till 500 dollar, vilket då i snitt motsvarande två årslöner. En senare lag förklarade att en kinesisk invandrare kunde endast komma för varje 50 ton på skeppet de reste med. Detta innebar att till exempel endast 10 kineser kunde anlända på ett 508-tonsskepp.
Lagen ersattes 1923 av Chinese Immigration Act, 1923, även känd som Chinese Exclusion Act (ej att förväxlas med USA:s Chinese Exclusion Act of 1882), vilken så gott som totalförbjöd invandring från Kina.

### Fotnoter
1. ↑  http://www.asian.ca/law/cia1885.htm
2. ↑  http://www.canadiana.org/citm/specifique/asian_e.html#exclusion